# Näsby landskommun, Småland
Näsby landskommun var en tidigare kommun i Jönköpings län.

## Administrativ historik
När 1862 års kommunalförordningar trädde i kraft den 1 januari 1863 inrättades i Sverige cirka 2 400 landskommuner samt 89 städer och ett mindre antal köpingar.
Då inrättades i Näsby socken i Östra härad i Småland denna kommun.
Vid kommunreformen 1952 uppgick den i Vetlanda landskommun som sedan 1971 uppgick i Vetlanda kommun. 